# Bitter Harvest
Bitter Harvest es una película dramática canadiense de 2015 dirigida por George Mendeluk y escrita por Richard Bachynsky Hover. El reparto lo forman Max Irons, Samantha Barks, Barry Pepper, Tamer Hassan y Terence Stamp.
El rodaje de la producción tuvo lugar en Ucrania y la trama hace hincapié en el holodomor orquestado por la Unión Soviética durante el régimen estalinista.

## Reparto
- Max Irons es Yury.
- Samantha Barks es Natalka.
- Barry Pepper es Yaroslav.
- Tamer Hassan es Serhiy.
- Aneurin Barnard es Mykola.
- Terence Stamp es Ivan.
- Gary Oliver es Iósif Stalin.

## Producción
El rodaje tuvo lugar el 15 de noviembre de 2013 en territorio ucraniano. Acorde con Variety, la producción se llevó a cabo en Kiev y la postproducción en los estudios Pinewood Studios de Londres. Allí recurrieron al set de rodaje del film Skyfall, cuyo editor y equipo de efectos especiales colaboraron.
Ian Ihnatowycz, productor del filme declaró que: "es importante dar a conocer la relevancia del Holodomor fuera de Ucrania, todavía desconocido fuera del país y que fue ocultado por la administración soviética. Este capítulo de la historia se debe explicar en inglés en la pantalla grande."